# Lourteigia
Lourteigia é um género botânico pertencente à família Asteraceae. É composto por 12 espécies descritas e destas 8 são aceites. É originário da América do Sul.
O género foi descrito por R.M.King & H.Rob. e publicado em Phytologia 21: 28. 1971.
Trata-se de um género reconhecido pelo sistema de classificação filogenética Angiosperm Phylogeny Website.

## Descrição
As plantas deste género apenas têm disco (sem raios florais) e as pétalas são de cor branca, ligeiramente brancas amareladas, rosas ou púrpuras (nunca de uma completa cor amarela).

## Espécies
As espécies aceites são:
- Lourteigia ballotifolia (Kunth) R.M.King & H.Rob.
- Lourteigia dichroa (B.L.Rob.) R.M.King & H.Rob.
- Lourteigia humilis (Benth.) R.M.King & H.Rob.
- Lourteigia lanulata (B.L.Rob.) R.M.King & H.Rob.
- Lourteigia microphylla (L.f.) R.M.King & H.Rob.
- Lourteigia ornatiloba (B.L.Rob.) R.M.King & H.Rob.
- Lourteigia scandens V.M.Badillo
- Lourteigia stoechadifolia (L.f.) R.M.King & H.Rob.